# ایهور شایمکو
ایهور شایمکو (انگلیسی: Ihor Shymechko؛ زادهٔ ۲۷ مهٔ ۱۹۸۶) ورزشکار وزنه‌برداری اهل اوکراین است.